# Грабщина (Прилуцький район)
Гра́бщина — село в Чернігівській області України, входить до складу Талалаївської селищної громади. За адміністративним поділом до липня 2020 року село входило до Талалаївського району, а після укрупнення районів входить до Прилуцького району. До 2020 року було підпорядковане Поповичківській сільській раді. Населення становить 133 особи.  
На території села знаходився маєток графа Павла Граббе від чого і пішла його назва.